# Alchian-Allen effect
Het Alchian–Allen effect werd in 1964 beschreven door Armen Alchian en William R. Allen in het boek University Economics (thans Exchange and Production). Het houdt in dat wanneer de prijzen van twee substitutiegoederen, zoals producten van hoge en lage kwaliteit, allebei omhoog gaan met een vast bedrag per eenheid zoals transportkosten of een vast bedrag aan belastingen, de consumptie zal verschuiven naar het product met de hogere kwaliteit. Dit wordt veroorzaakt door het feit dat het toegevoegde vaste bedrag per eenheid de relatieve prijs van het product van hoge kwaliteit verlaagt.
Stel bijvoorbeeld, dat kwaliteitskoffiebonen €6/kg kosten en normale koffiebonen €3/kg; in dit voorbeeld kosten kwaliteitsbonen twee keer zoveel als normale bonen. Nu worden er internationale transportkosten toegevoegd van €2 per kilogram. De effectieve prijzen zijn nu €8 en €5; kwaliteitsbonen kosten nu nog maar 1,6 keer zoveel als normale bonen. Deze daling van de relatieve prijs heeft tot gevolg dat koffiekopers die ver weg wonen eerder zullen kiezen voor kwaliteitsbonen dan lokale koffiekopers.
Er is onderzoek gedaan naar het effect en het is aangetoond dat de kwaliteit van wiet hoger werd naarmate er meer geld beschikbaar was voor handhaving. Hetzelfde gold voor alcohol in de Verenigde Staten tijdens de drooglegging.
Een ander voorbeeld is dat Australiërs een hogere kwaliteit Californische wijn drinken dan inwoners van Californië, en omgekeerd, omdat alleen de duurste wijnen de extra transportkosten waard zijn.
Het Alchian–Allen theorema is ook bekend onder meer alledaagse namen, zoals het shipping the good apples out theorema (Thomas Borcherding), en de third law of demand.